# 蔡鸿生旧宅
31°31′25″N 120°32′57″E / 31.52354°N 120.54914°E
蔡鸿生旧宅，又称无锡县抗日民主政府驻地旧址，位于中华人民共和国江苏省无锡市锡山区荡口古镇，是江苏省文物保护单位。

## 特点
蔡鸿生旧宅建筑面积1800平方米，是典型的民国洋房建筑。抗日战争时期，侵华日军一度侵占。1941年2月4日，无锡县抗日民主政府成立，并在此地办公。中华人民共和国成立后改为镇文化站。2003年，无锡市人民政府认定其为无锡市文物保护单位。2011年12月30日，江苏省人民政府认定其为江苏省文物保护单位。